# Gräberfeld von Brukshagen

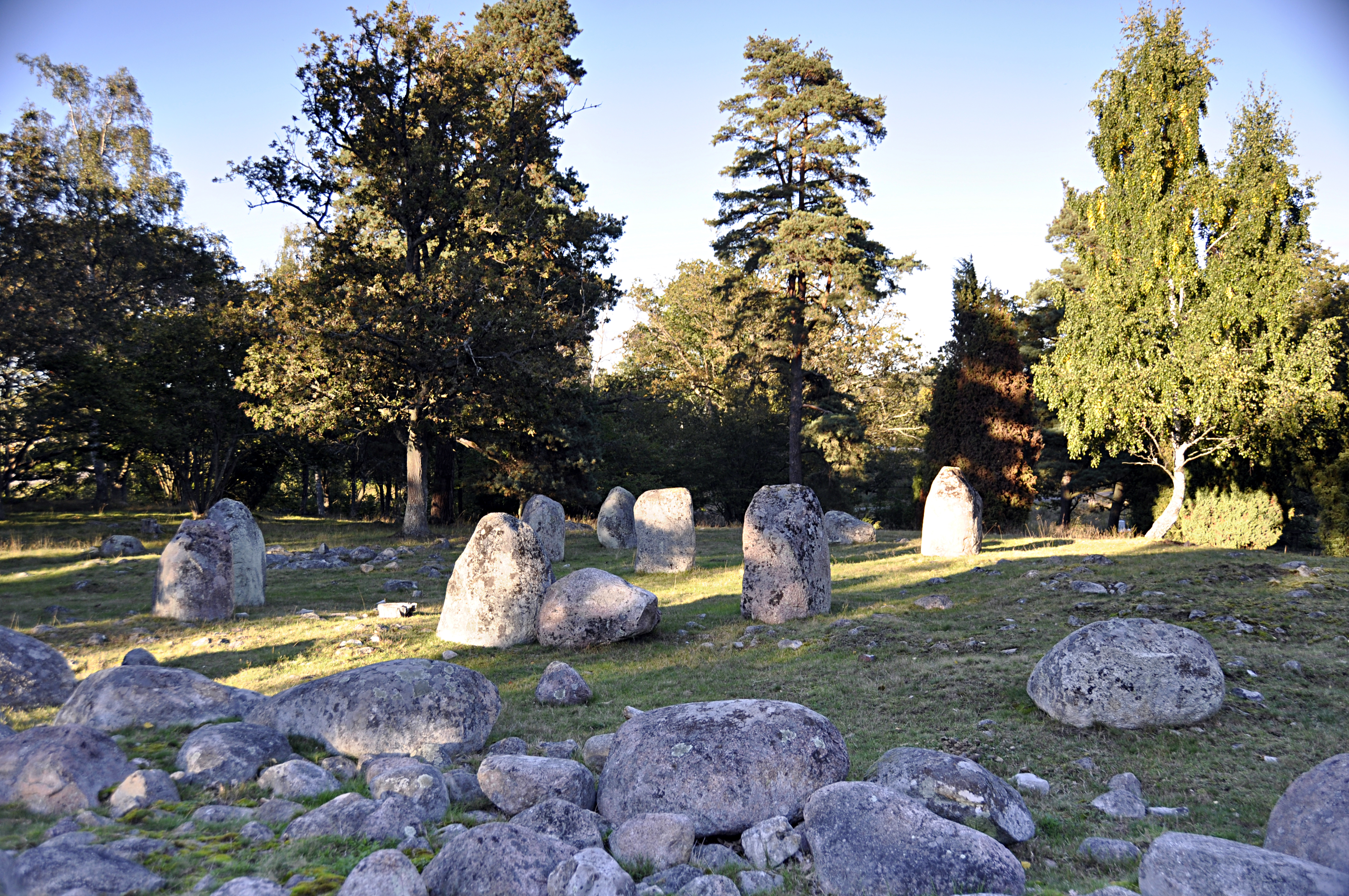
Gräberfeld von Brukshagen

Das Gräberfeld von Brukshagen (RAÄ-Nr.=Kalmar 12:1) ist ein 60 × 50 m großes Nordost-Südwest orientiertes Gräberfeld südlich der Straße Ölandsleden in Skälby, bei Kalmar in der Provinz Kalmar län in Schweden. Es besteht 11 runden und einer rechteckigen Steinsetzung, zwei Domarringen und einem Findling (schwedisch Klumpsten).
Die 11 runden Steinsetzungen, davon sechs unsichere, haben Durchmesser von 3,5 bis 10 m. Die Steine sind 0,2 bis 0,3 m hoch. Auf den Oberflächen liegen einzelne oder zahlreiche Füllsteine. Zwei Steinsetzungen haben eine unebene Oberfläche.
Die rechteckige Nordost-Südwest orientierte Steinsetzung misst 9,0 × 8,0 m und ist 0,4 m hoch. Die Randsteine sind 0,3 bis 0,7 m hoch und 0,8 bis 1,4 m lang. Die raue und unebene innere Füllfläche besteht aus 0,3 bis 0,8 m messenden Steinen – ein Stein ist 1,0 m hoch.

Gräberfeld von Brukshagen
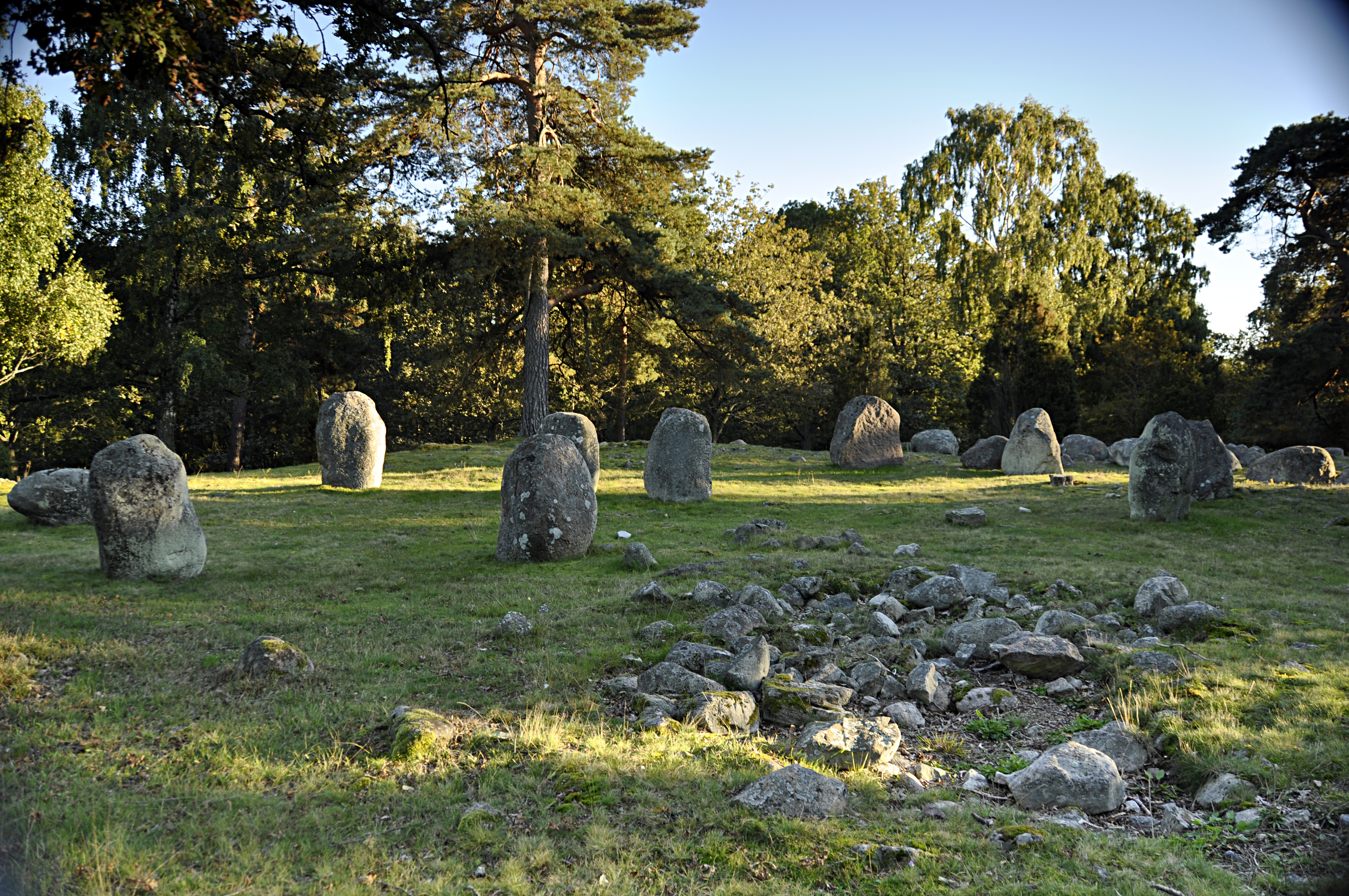
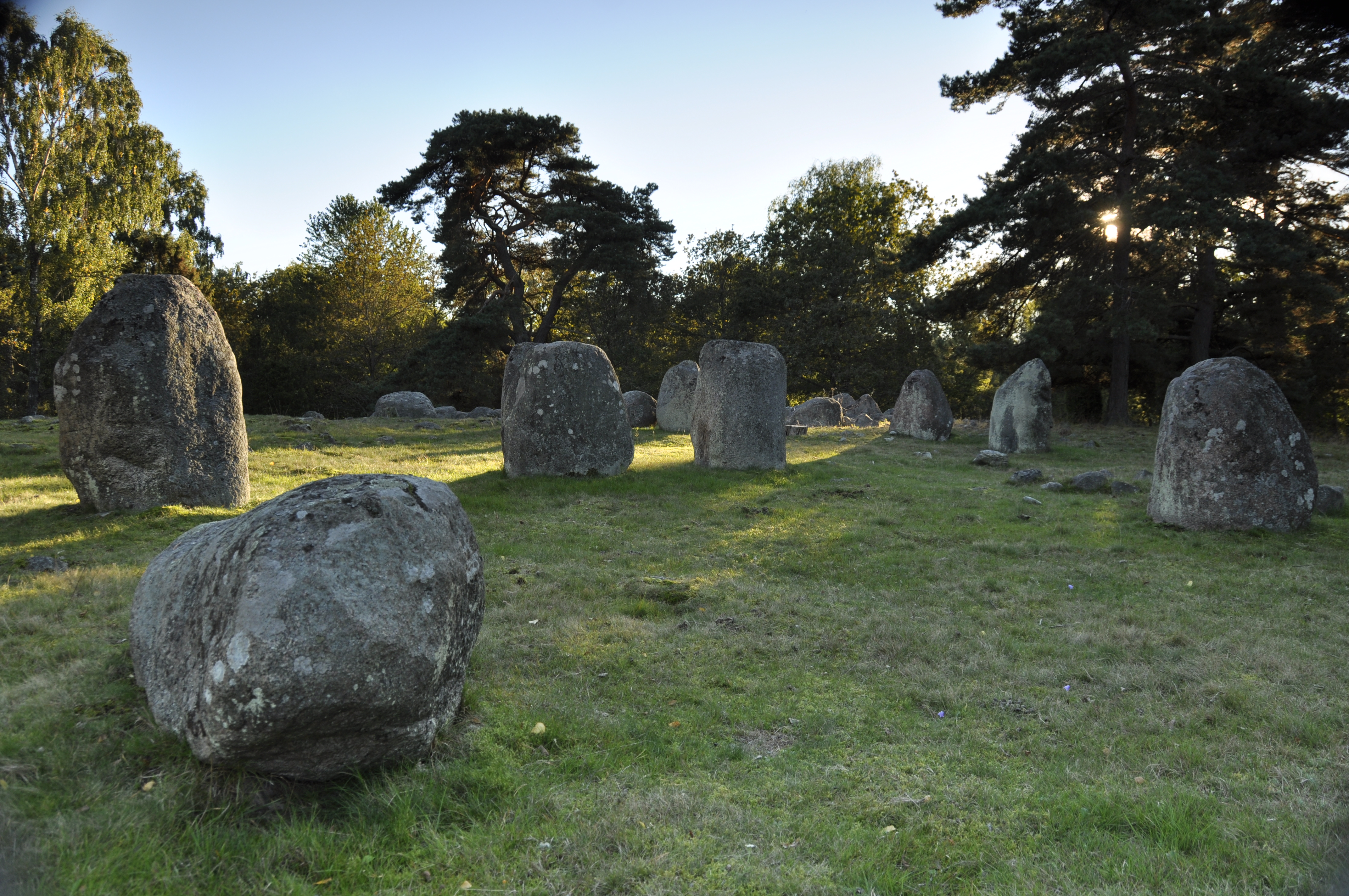
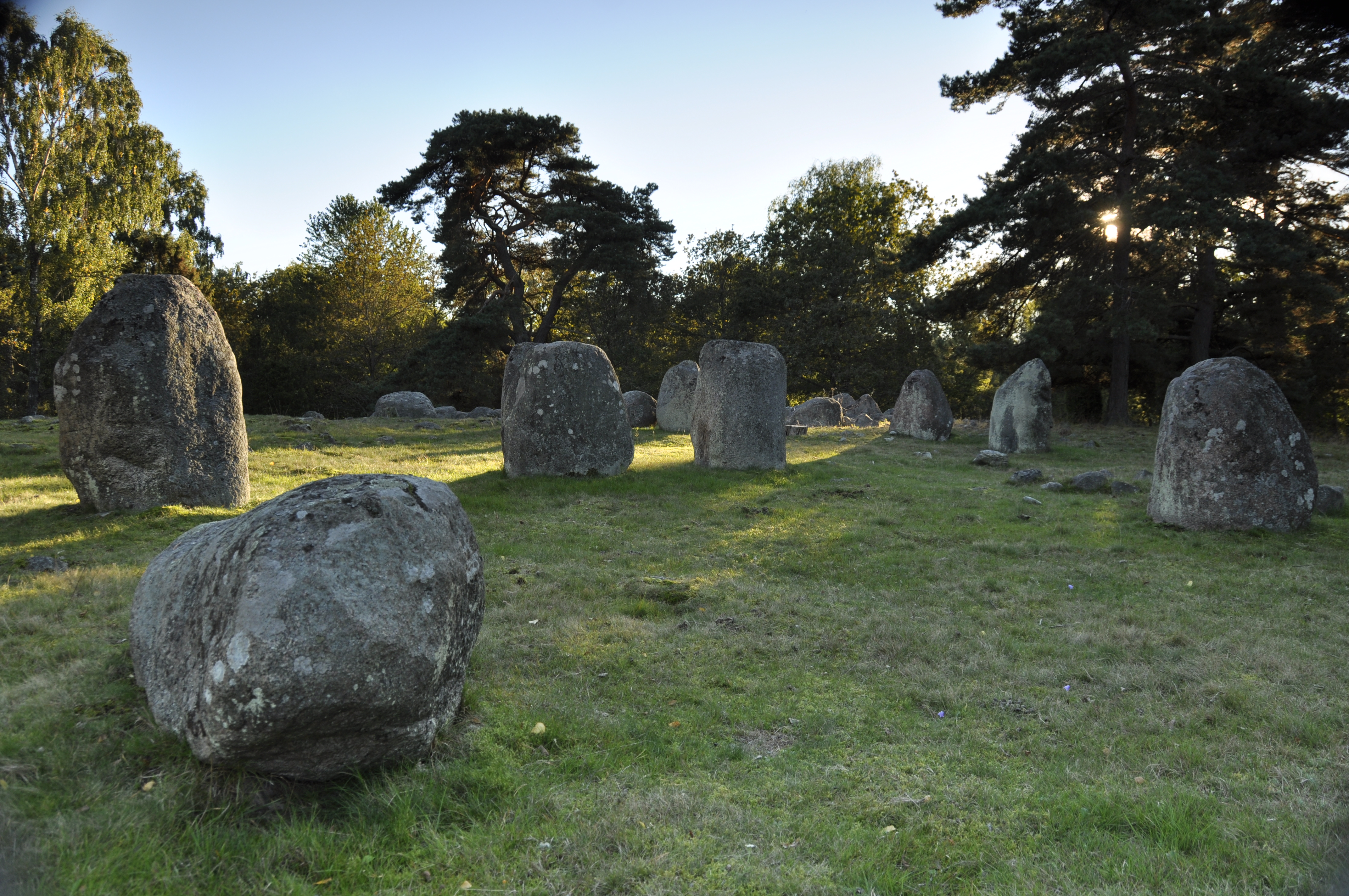

Die beiden Domarringe haben Durchmesser von etwa 7,0 m und jeweils fünf Steine, einer ist umgefallen. Die Steine sind 1,0 bis 1,45 m hoch, 0,8 bis 1,3 m breit und 0,5 bis 0,7 m dick. An der Südseite eines Richterringes liegt ein 1,2 m langer bearbeiteter Stein.
Der Findling ist 0,6 m hoch, 1,0 m breit und 0,8 m dick.